# 墨江文庙
墨江文庙，即普洱府他郎厅文庙，位于云南省普洱市墨江县联珠镇东正街37号。始建于清道光元年（1821年），现存棂星门、凌霄阁、魁星阁、两庑、大成殿、崇圣殿，以及重建的泮池、星宿门。大成殿坐东向西，五开间，为重檐歇山顶建筑。2019年10月7日公布为第八批全国重点文物保护单位。

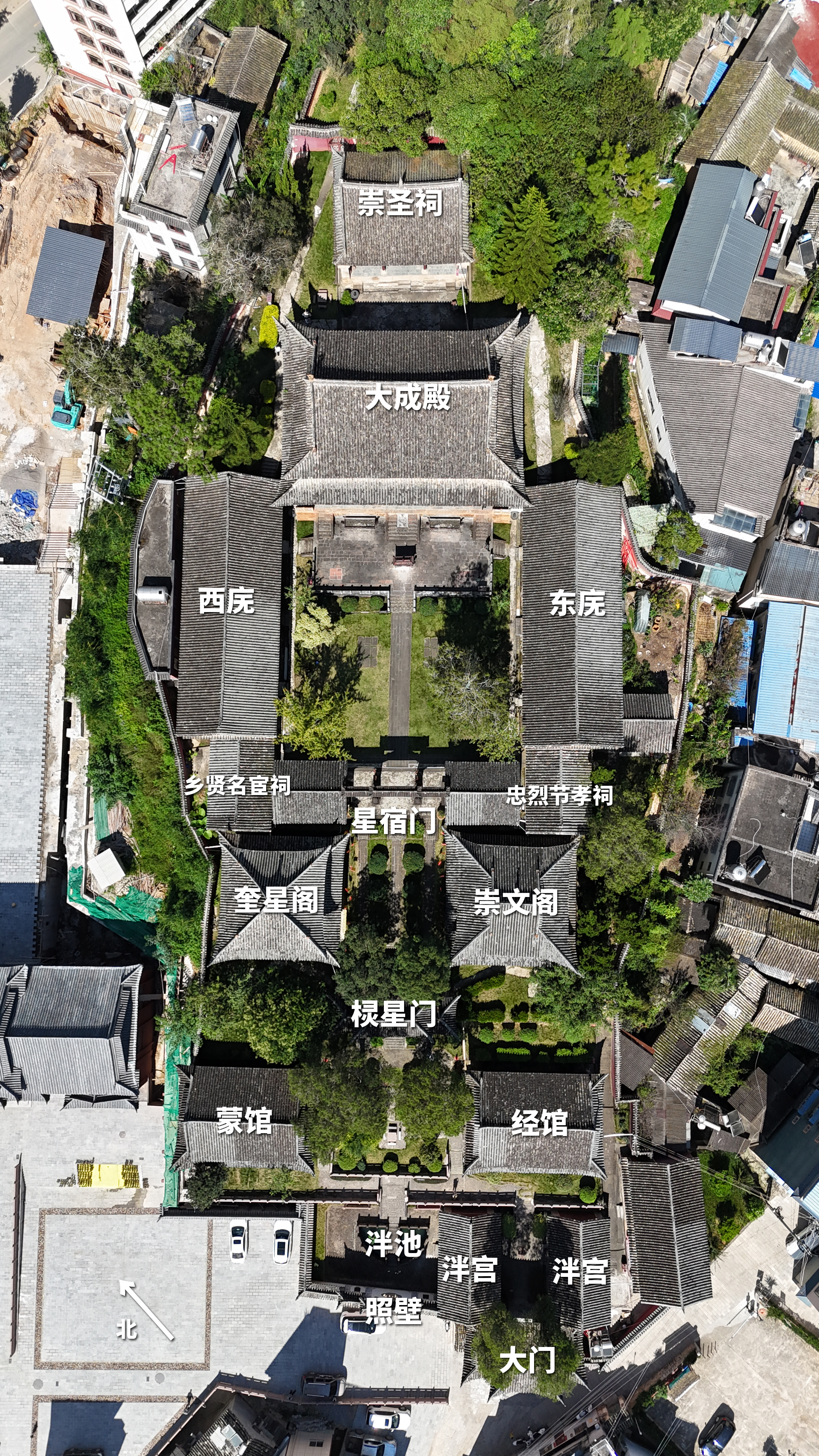
航拍（带标注）
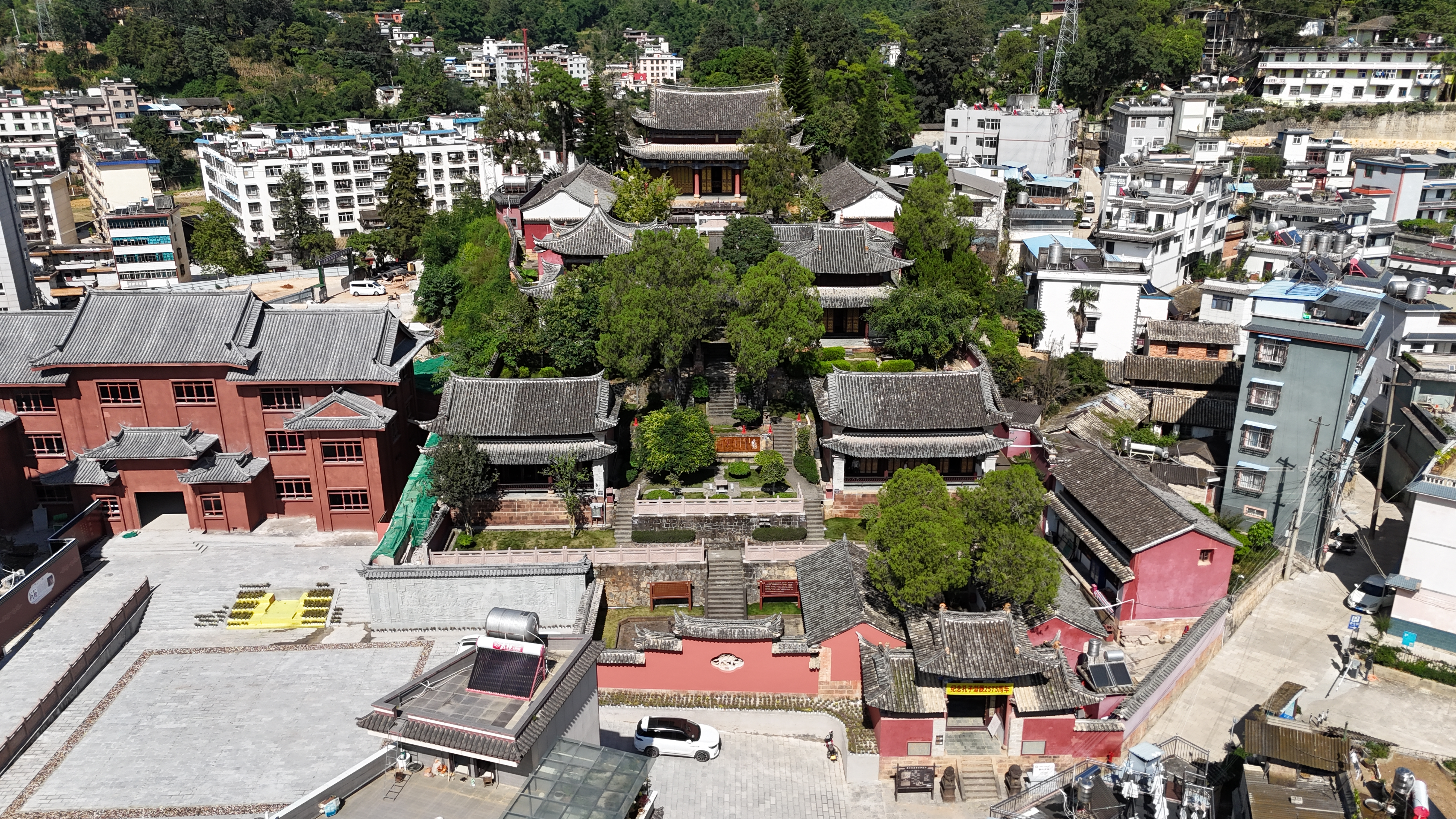
航拍
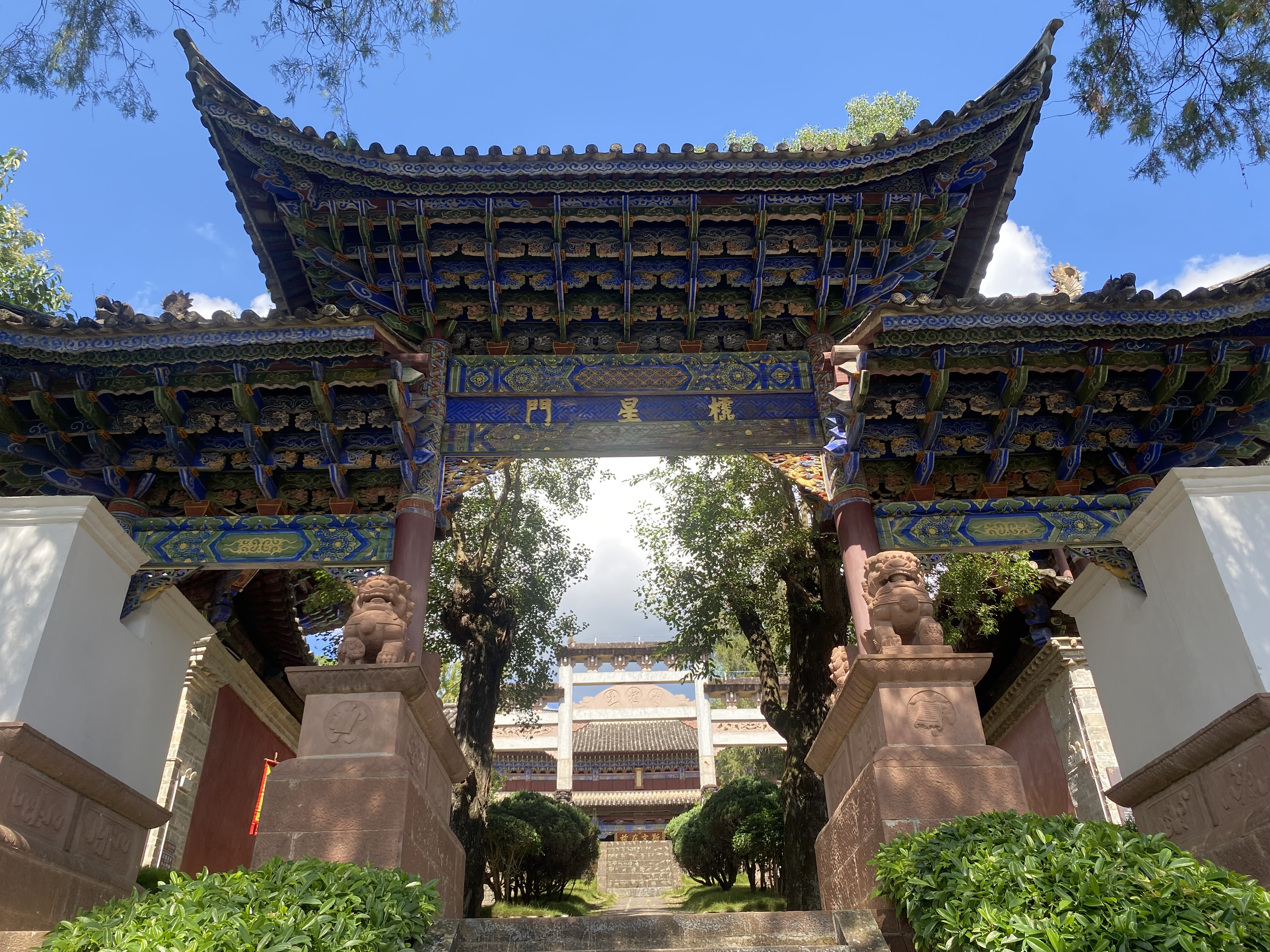
棂星门
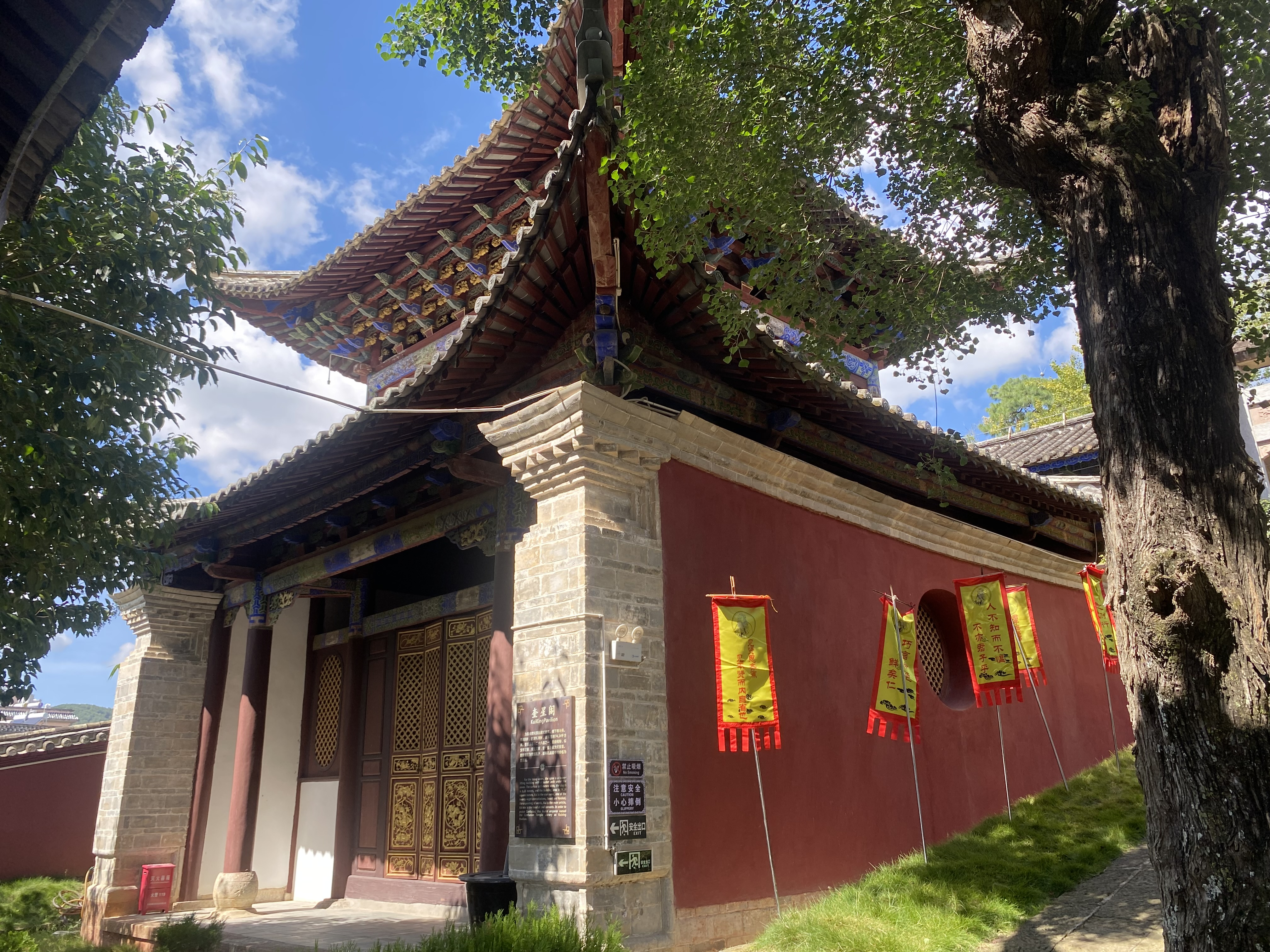
魁星阁
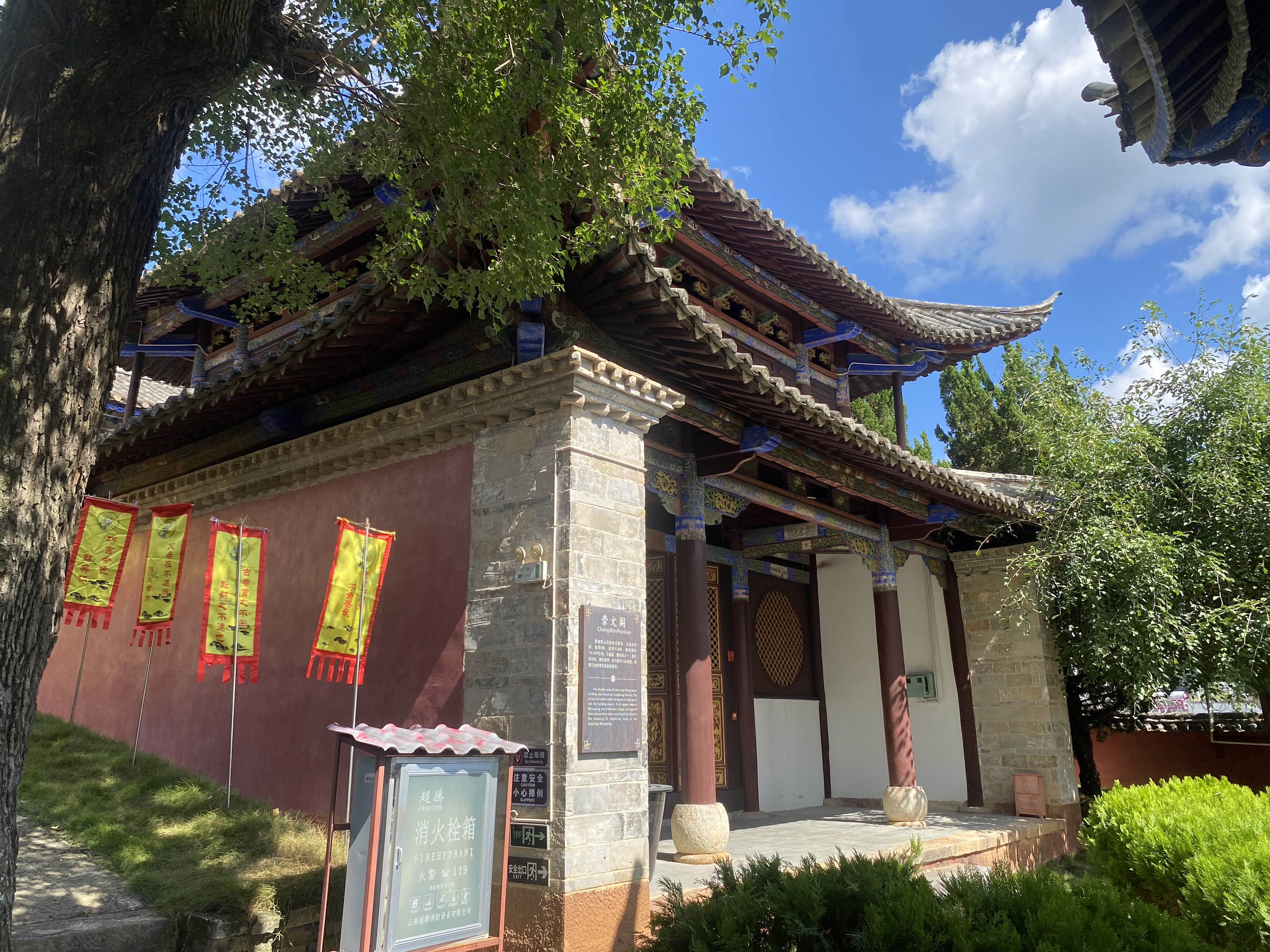
崇文阁
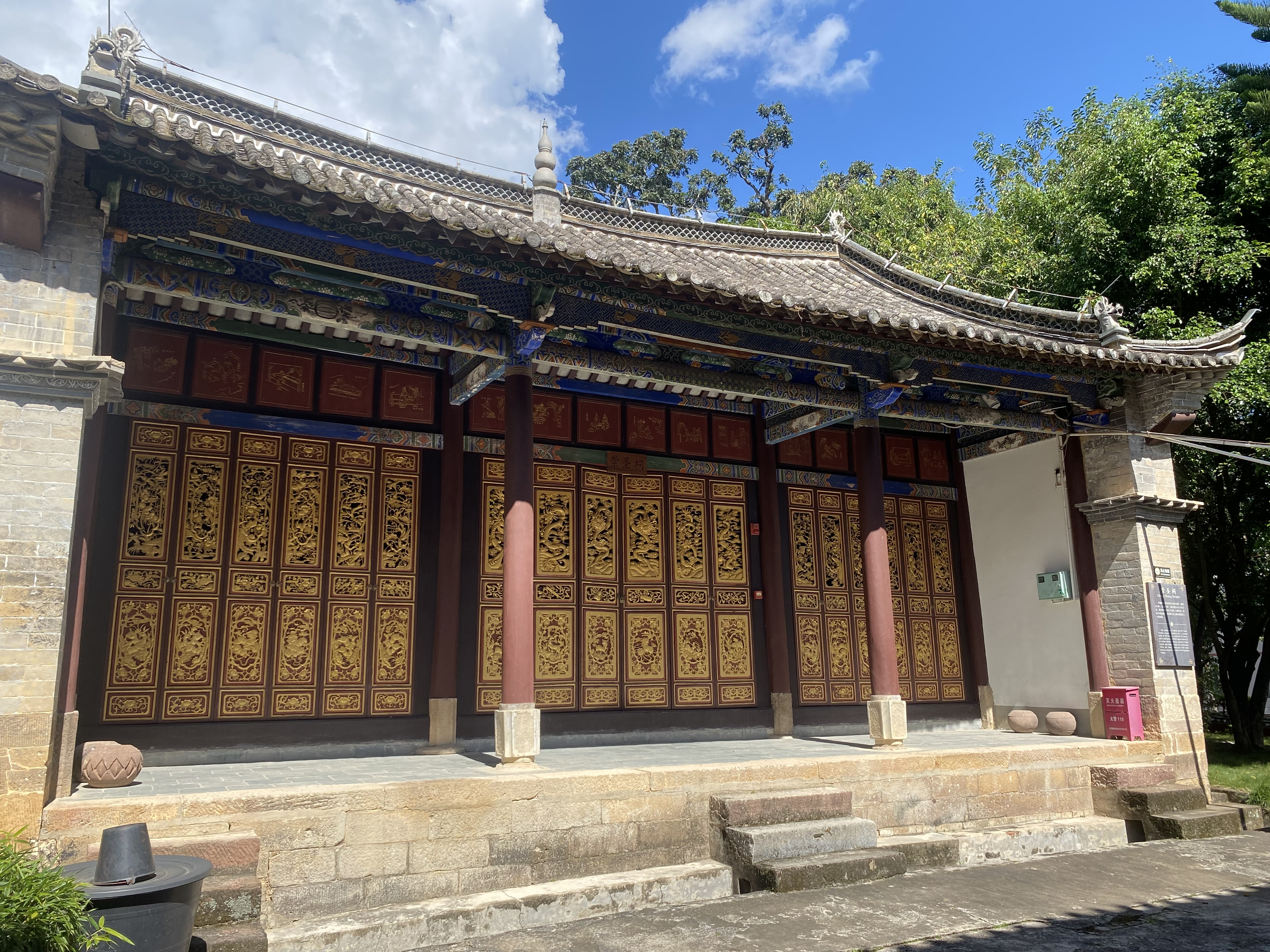
崇圣祠